# Savur
Savur là một huyện thuộc tỉnh Mardin, Thổ Nhĩ Kỳ. Huyện có diện tích 1032 km² và dân số thời điểm năm 2007 là 36066 người, mật độ 35 người/km².